# 在米国ウクライナ正教会

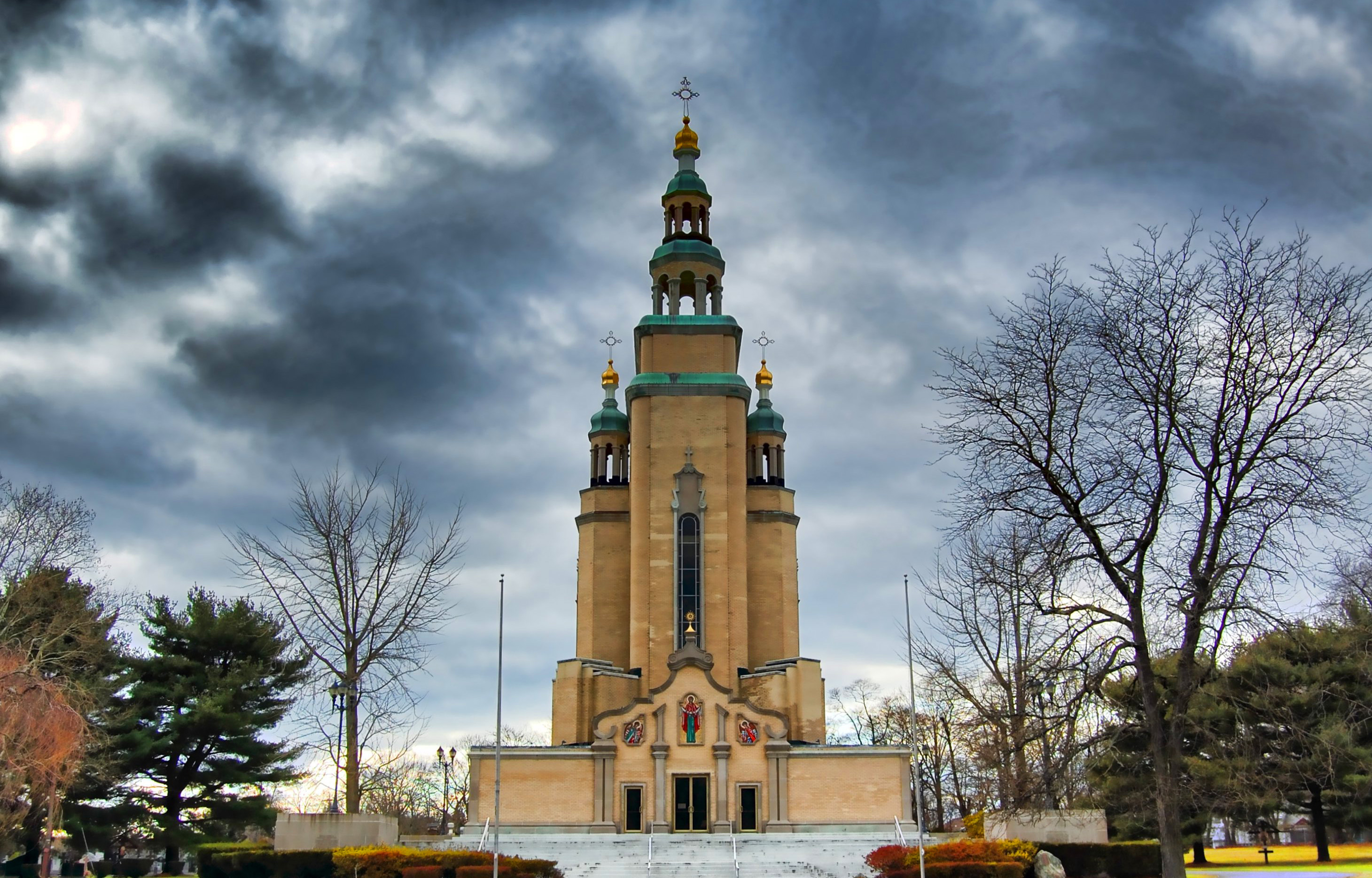
聖アンデレ記念教会（ニュージャージー州）。ソ連時代にウクライナで起こった大悲劇「ホロドモール」の犠牲者を記念している。

在米国ウクライナ正教会（ざいべいこくウクライナきょうかい、英語: Ukrainian Orthodox Church of the USA）は、アメリカ合衆国でウクライナからの移民が作った正教会で、本部をニュージャージー州のサウス・バウンド・ブルック（South Bound Brook）の聖アンデレ記念教会（St. Andrew Memorial Church）に置き、全米に教区が二つあり、全部で85か所の集会がある。
在米国ウクライナ正教会は1915年に設立されて、その後様々なころがあったが、現在はコンスタンディヌーポリ総主教庁の下に組織されている。
二つの教区は
- 東教区（主教所在地はニューヨーク市）：コネチカット州からペンシルベニア州東部まで
- 西教区（主教所在地はシカゴ市）：ペンシルベニア州西部からカリフォルニア州まで

で、神学校は聖ソフィア神学校（St. Sophia Ukrainian Orthodox Theological Seminary）である。

## 参照項目
- ウクライナの宗教
- アメリカ合衆国の宗教#キリスト教
- 在カナダ・ウクライナ正教会